# Государственный архив Черниговской области
Государственный архив Черниговской области — основное архивное учреждение Черниговской области.

## История
Изменение названия архива:
- Черниговский губернский исторический архив (1923—1925)
- Черниговский окружной исторический архив (1925—1926)
- Черниговский краевой исторический архив (1926—1932)
- Черниговский областной исторический архив (1932—1941)
- Областной государственный архив УНКВД в Черниговской области (1941—1960)
- Черниговский областной государственный архив (1960—1980)
- Государственный архив Черниговской области (с 1980 года)[1].

## Фонд
В архиве находятся документы за период с XVII века по 2009 год:
- 10 208 единиц фондов, 1 824 447 личных дел с XVII века по 2009 год,
- 59 единиц научно-технической документации за 1811—1916 и 1926—1992 года,
- 5 единиц кинодокументов за 1957—1973 года,
- 1 единица видеодокументов за 2008 год,
- 16 669 единиц фотодокументов за 1906—2008 года,
- 139 единиц фонодокументов за 1960—2008 года.

Древнейшими документами в фонде являются документы Черниговского дворянского депутатского собрания. Среди них: универсалы гетманов, документы с печатями Черниговской полковой канцелярии, полка Малороссийского войска.